# 核兵器および他の大量破壊兵器の海底における設置の禁止に関する条約
核兵器および他の大量破壊兵器の海底における設置の禁止に関する条約（かくへいきおよびほかのたいりょうはかいへいきのかいていにおけるせっちのきんしにかんするじょうやく、英語: Treaty on the Prohibition of the Emplacement of Nuclear Weapons and Other Weapons of Mass Destruction on the Sea-Bed and the Ocean Floor and in the Subsoil thereof、海底核兵器禁止条約、海底非核化条約とも）は、海底に核兵器やその他の大量破壊兵器の設置を禁止した条約。

## 概要
条約は、1971年2月11日に採択され、1972年5月18日に発効した。アメリカ合衆国及びソビエト連邦がともに、原署名国となっており、2016年時点での署名国は84ヶ国。
条約内容は、己の領海外の海底に、核兵器等大量破壊兵器の設置を禁止し、またそれらの兵器発射設備や試験設備を設置しないというものである。